# Deuxième circonscription de la préfecture de Kōchi
La deuxième circonscription de la préfecture de Kōchi (高知県第2区, Kōchi-ken dai-ni-ku) est l'une des deux circonscriptions législatives que compte la préfecture de Kōchi au Japon. Cette circonscription comptait 288 445 électeurs en date du 1er septembre 2021.

## Description géographique
La deuxième circonscription de la préfecture de Kōchi regroupe les villes de Tosa, Susaki, Sukumo, Tosashimizu et Shimanto, la moitié ouest de Kōchi et les districts d'Agawa, Takaoka et Hata.

## Députés
| Législature | Début de mandat | Fin de mandat | Député élu         |  | Parti politique |
| ----------- | --------------- | ------------- | ------------------ |  | --------------- |
| 41e         | 1996            | 2000          | Gen Nakatani       |  | PLD             |
| 42e         | 2000            | 2003          | Gen Nakatani       |  | PLD             |
| 43e         | 2003            | 2005          | Gen Nakatani       |  | PLD             |
| 44e         | 2005            | 2009          | Gen Nakatani       |  | PLD             |
| 45e         | 2009            | 2012          | Gen Nakatani       |  | PLD             |
| 46e         | 2012            | 2014          | Gen Nakatani       |  | PLD             |
| 47e         | 2014            | 2017          | Yūji Yamamoto (ja) |  | PLD             |
| 48e         | 2017            | 2021          | Hajime Hirota (ja) |  | SE              |
| 49e         | 2021            | -             | Masanao Ozaki      |  | PLD             |